# De Sant Joan De Déu
De Sant Joan De Déu es un cultivar de higuera de tipo higo común Ficus carica, unífera de higos de epidermis con color de fondo negro y sobre color marrón rojizo. Se cultiva en la colección de higueras de Montserrat Pons i Boscana en Llucmajor, Islas Baleares.

## Sinonimia
- „sin sinónimo“,[4][6][7]

## Historia
Actualmente la cultiva en su colección de higueras baleares Montserrat Pons i Boscana, rescatada de un ejemplar o higuera madre con un esqueje conseguido a través de Joan Panissa de una higuera aislada nacida en un descampado junto a «Sant Joan de Déu» (San Juan de Dios).
La variedad ‘De Sant Joan De Déu’ se parece a la variedad ‘Martinenca’ pero con muchos descriptores diferenciados.

## Características
La higuera ‘De Sant Joan De Déu’ es una variedad unífera de tipo higo común. Árbol de gran desarrollo, vigorosidad alta, con copa irregular y de ramaje espeso y muy denso de follaje. Sus hojas son mayoritariamente de 3 y 5 lóbulos y pocas de 1 lóbulo. Sus hojas con dientes presentes márgenes serrados poco marcados, ángulo peciolar obtuso. ’De Sant Joan De Déu’ tiene desprendimiento elevado de higos, y un rendimiento productivo medio y periodo de cosecha largo. La yema apical cónica de color verde amarillento.
Los frutos ‘De Sant Joan De Déu’ son higos de un tamaño de longitud x anchura:46 x 50 mm, con forma urceolada, que presentan unos frutos medianos de unos 36,720 gramos en promedio, de epidermis con consistencia dura, grosor de la piel grueso, color de fondo negro y sobre color marrón rojizo. Ostiolo de 1 a 3 mm con escamas pequeñas rojas. Pedúnculo de 2 a 5 mm cilíndrico verde claro. Grietas longitudinales finas y escasas. Costillas poco marcadas. Con un ºBrix (grado de azúcar) de 25 de sabor dulce, con color de la pulpa rojo. Con cavidad interna pequeña con aquenios en gran cantidad y grandes. Son de un inicio de maduración sobre el 2 de septiembre al 7 de noviembre. De rendimiento por árbol bueno y periodo de cosecha largo. Variedad poco conocida y cultivada.
Se usa como higos frescos y secos en alimentación humana, y en fresco y en seco para ganado porcino y ovino. Tienen difícil abscisión del pedúnculo y mediana facilidad de pelado de consistencia fuerte. Poca resistencia a las lluvias y los rocíos, y mediana a la apertura del ostiolo y al agriado, poca resistencia al transporte. Alta facilidad al desprendimiento.

## Cultivo
'De Sant Joan De Déu', se utiliza higos frescos y secos en humanos, y frescos y secos para el ganado. Se está tratando de recuperar de ejemplares cultivados en la colección de higueras baleares de Montserrat Pons i Boscana en Llucmajor.